# 466 (szám)
A 466 (római számmal: CDLXVI) egy természetes szám, félprím, a 2 és a 233 szorzata.

## A szám a matematikában
A tízes számrendszerbeli 466-os a kettes számrendszerben 111010010, a nyolcas számrendszerben 722, a tizenhatos számrendszerben 1D2 alakban írható fel.
A 466 páros szám, összetett szám, azon belül félprím, kanonikus alakban a 21 · 2331 szorzattal, normálalakban a 4,66 · 102 szorzattal írható fel. Négy osztója van a természetes számok halmazán, ezek növekvő sorrendben: 1, 2, 233 és 466.
A 466 négyzete 217 156, köbe 101 194 696, négyzetgyöke 21,58703, köbgyöke 7,75286, reciproka 0,0021459. A 466 egység sugarú kör kerülete 2927,96435 egység, területe 682 215,69428 területegység; a 466 egység sugarú gömb térfogata 423 883 351,4 térfogategység.